# Six Pièces à quatre mains (dont deux très faciles)
Les Six Pièces à quatre mains (dont deux très faciles), op. 130, est une suite de pièces de la compositrice Mel Bonis, datant de 1923.

## Composition
Mel Bonis compose ses Six Pièces à quatre mains pour piano. Seul le manuscrit de À Matines est daté de 1923. L'ensemble est publié aux éditions Eschig en 1930.

## Structure
La suite est composée de six pièces :
1. Caravane
2. À Matines
3. Andante religioso
4. Carillon de fête
5. Habanera
6. Minuit sonne

## Analyse
La partie supérieure, très facile, des Six Pièces à quatre mains est faite pour que l'élève joue avec son professeur tout en se faisant plaisir. 

## Sources
- Étienne Jardin, Mel Bonis (1858-1937) : parcours d'une compositrice de la Belle Époque, 2020 (ISBN 978-2-330-13313-9 et 2-330-13313-8, OCLC 1153996478, lire en ligne)